# Muhamet Dibra
Muhamet Dibra, né le 31 octobre 1923 à Scutari et mort le 1er janvier 1998 dans la même ville, était un footballeur international albanais. La route sur laquelle se trouve le stade Loro Boriçi à Shkodër porte son nom et il a reçu un certain nombre de récompenses notables pour services rendus au sport en Albanie.

## Carrière en club
Il joue pour Vllaznia Shkodër et Partizani Tirana et remporte trois championnats nationaux en 1945, 1946 et 1948.

## Carrière internationale
Il est également membre de l'équipe nationale d'Albanie entre 1946 et 1953, période durant laquelle il obtient 20 sélections et remporte la Coupe des Balkans 1946.

## Palmarès
- Superliga albanaise : 3

1945, 1946, 1948